# جون توماس
جون توماس (بالإنجليزية: John Thomas)‏ (مواليد 8 سبتمبر 1975، مينيسوتا) هو لاعب كرة سلة محترف أمريكي الجنسية. كان كابتن الفريق Minnesota Golden Gophers الذي تأهل لنصف النهائيات عام 1977.

## روابط خارجية
- جون توماس على موقع إن بي أي (الإنجليزية)
- جون توماس على موقع سبورتس رفرنس (الإنجليزية)
- جون توماس على موقع الدوري الإسباني لكرة السلة (الإسبانية)
- جون توماس على موقع كرة السلة الأوروبية.كوم (الإنجليزية)
- جون توماس على موقع كلية كرة السلة في سبورتس رفرنس.كوم (الإنجليزية)
- جون توماس على موقع ريلجم (الإنجليزية)
- جون توماس على موقع بروبوليرز (الإنجليزية)
- جون توماس على موقع سبورتس رفرنس (الإنجليزية)
- جون توماس على موقع سبورتس رفرنس (الإنجليزية)